# Clumsy (Fergie)
Clumsy è il quinto singolo ufficiale estratto dal album The Dutchess di Fergie. Dal suo debutto il singolo ha raggiunto la top 5, diventando la quinta consecutiva top 5 di Fergie negli Stati Uniti, la top 3 in Australia e la top 20 nel resto nel mondo. Il singolo ha avuto meno successo in Europa dove non ha raggiunto neanche la top 40.

## Remix
Il 18 dicembre 2007, è stato pubblicato il remix di Clumsy, in collaborazione con Soulja Boy Tell 'Em.
Il singolo è stato pubblicato solo nell'iTunes Store giapponese, australiano e statunitense ed è stato estratto dall'edizione australiana di The Dutchess, "The Dutchess Australian Tour Edition".
Nel 2008 il duo musicale LMFAO ha prodotto un remix electro della canzone.

## Tracce
CD Single
1. Clumsy (Radio Edit) - 3:20
2. Clumsy (Instrumental) - 4:00
3. Clumsy (Revisited) - 3:31
4. Clumsy (Music Video) - 4:02

iTunes EP
1. Clumsy (Collipark Remix) [feat. Soulja Boy Tell 'Em] - 3:51
2. Clumsy (Pajon Rock Mix) - 3:31
3. Get Your Hands Up (Non-LP Version) - 3:34

## Il video
Il video racconta le sfortunate e divertenti vicende della cantante nel tentativo di conquistare un ragazzo (interpretato dal modello Alex Lundqvist). Comincia con una sfilata durante la quale Fergie cade dalla passerella sperando che il ragazzo la prenda, ma invece viene aiutata da altre persone. In altre scene si atteggia mentre è alla guida della macchina cercando di attirare l'attenzione del ragazzo, ma finisce per rompere la macchina. Nella scena finale la cantante si trova in cima ad un grattacielo quando all'improvviso riceve un sms dal ragazzo e per la felicità cade accidentalmente dall'edificio. Ai piedi del grattacielo c'è l'amato che la salva prendendola in braccio.
Nel video compaiono i gemelli Caten della linea d'abbigliamento Dsquared².

## Classifiche
| Classifica (2007)             | Posizione raggiunta |
| ----------------------------- | ------------------- |
| Austrian Singles Chart        | 53                  |
| Australian ARIA Singles Chart | 3                   |
| Brazil Hot 100 Singles        | 2                   |
| Bulgarian Top 40              | 14                  |
| Canadian Hot 100              | 4                   |
| Croatian National Chart       | 4                   |
| Danish Singles Top 40         | 38                  |
| Dutch Singles Top 100 Chart   | 84                  |
| Euro 200                      | 192                 |
| German Singles Chart          | 50                  |
| Greek Singles IFPI Chart      | 19                  |
| Irish Singles Chart           | 17                  |
| Latin America Top 40          | 13                  |
| Mexican Top 100               | 81                  |
| New Zealand Singles Chart     | 4                   |
| Philippines Singles Chart     | 1                   |
| Polish National Top 50        | 46                  |
| Swedish Singles Chart         | 15                  |
| Official Singles Chart        | 62                  |
| U.S. Billboard Hot 100        | 5 (6)               |
| U.S. Billboard Pop 100        | 2                   |